# Rut Emilie Lund
Rut Emilie Lund (30. juni 1912 – 4. juni 1971) var visesangerinde på Dyrehavsbakken. Efter at sygdom ramte hende, drev hun fra sin kørestol Ruts snoldebod ved siden af Bakkens Hvile. 
Rut Emilie Lund var gift med ”Bakkekongen” Orla Lund. Sønnen Erico Lund var Dyrehavsbakkens Pjerrot 1963-1983 og datteren Addy Lund var bakkesangersangerinde.